# Wólka
Wólka è un comune rurale polacco del distretto di Lublino, nel voivodato di Lublino.
Ricopre una superficie di 72,65 km² e nel 2014 contava 11 126 abitanti.
Durante la Seconda Guerra mondiale gli abitanti di Wòlka furono testimoni degli orrori del vicino Campo di sterminio di Treblinka.